# Pazzi, pupe e pillole
Pazzi, pupe e pillole (The Disorderly Orderly) è un film comico del 1964 interpretato da Jerry Lewis e diretto da Frank Tashlin.
Il film venne girato nella clinica Greystone Park and Mansion di Beverly Hills, California e distribuito dalla Paramount Pictures.

## Trama
Jerome Littlefield, inserviente all'Ospedale Clinica Whitestone, è affetto da "empatia nevrotica da identificazione" - un problema psicosomatico che lo porta a soffrire gli stessi sintomi delle malattie dei pazienti che ha in cura e che interferisce con la sua capacità di comportarsi in modo efficiente sul posto di lavoro e di continuare gli studi di medicina interrotti. La sua propensione inconsapevole a combinare disastri, mette a dura prova la pazienza della dottoressa Howard e dell'infermiera Higgins.
Quando Susan Andrews, la ragazza di cui era innamorato al liceo, viene ricoverata nell'ospedale dopo un tentativo di suicidio, Jerome gradualmente si rende conto che il suo problema deriva dalla prolungata e mai sopita ossessione per lei. Nonostante non riesca a stabilire una relazione romantica con Susan, essendo già innamorato di un'infermiera dell'ospedale, Jerome cerca di risollevarle lo spirito, per cancellare ogni pensiero di suicidio dalla sua mente e darle la volontà di vivere. Il film si conclude con Jerome guarito dalla sua malattia, riunitosi con la fidanzata Julie, e in attesa di perseguire i suoi sogni laureandosi finalmente in medicina.

## Cast
Alice Pearce, Barbara Nichols, e Jack E. Leonard interpretano dei pazienti dell'ospedale, mentre Everett Sloane (al suo ultimo film) interpreta il dispotico proprietario della clinica.

## Critica
Nonostante Howard Thompson del New York Times, il 24 dicembre del 1964, scrisse che gli era piaciuto qualche spunto comico e avesse lodato alcuni interpreti secondari, generalmente stroncò il film, così recensendo: «Il film si esaurisce alla fine della prima mezz'ora - come un cocomero senza succo - e poi si spacca, con circa gli stessi risultati».